# What You Don’t Know
What You Don’t Know – singel niemieckiego trio Monrose wydany 7 grudnia 2007 jako trzeci promujący drugi album studyjny Strictly Physical. Singel pokrył się złotem w Niemczech i Austrii.

## Teledysk
Teledysk do singla „What You Don’t Know” miał premierę na oficjalnej stronie zespołu dnia 22 listopada 2007 o północy. W tym samym dniu, na niemieckim programie muzyczny Viva (Viva Live!), klip wyszedł na ekrany telewizyjne.

## Track listy

### CD-singel
1. „What You Don’t Know” (Album Version) – 3:45
2. „What You Don’t Know” (Candlelight Mix) – 3:49
3. „Say Yes” – 3:53
4. „What You Don’t Know” (Instrumental) – 3:45

## Pozycje na listach krajowych
| Notowanie (2007/2008)     | Pozycja | Linki |
| ------------------------- | ------- | ----- |
| Niemcy Singles Charts     | 6       | [ 1 ] |
| Szwajcaria Singles Charts | 34      | [ 2 ] |
| Austria Singles Charts    | 16      | [ 3 ] |
| World Singles Charts      | –       |       |
| Rosja Airplay Charts      | 12      | [ 4 ] |